# Горбач, Павел Михайлович
Павел Михайлович Горбач (10 ноября 1942 — 1 января 2018, Калининград) — советский и российский архитектор, главный архитектор Калининграда (1998—2002).

## Биография
Горбач Павел Михайлович родился в 1942 году в Киевской области Украинской ССР. В 1962 году окончил строительный техникум в городе Ржищев (Украинская ССР).
С 1962 по 1965 служил в Советской армии.
В 1971 закончил Московский архитектурный институт. После учёбы по распределению был направлен в Калининград в институт «Калининграджилкоммунпроект», где работал:
- с 1971 по 1972 год — архитектором;

- с 1972 по 1973 — руководителем группы генплана;

- с 1973 по 1981 год — главным архитектором проектов;

- с 1981 по 1987 год — главным инженером;

- с 1987 по 1994 — директором института.

С 1993 по 1998 работал генеральным директором Проектного АОЗТ «Лика», затем, в 1998 году, — генеральным директором ООО «Проектная фирма „Горбач и Л“».
С 1998 по 2002 год Горбач служил начальником управления архитектуры и градостроительства мэрии Калининграда, главным архитектором Калининграда.
С 2002 года руководил собственной архитектурной мастерской.
Умер 1 января 2018 года. Похоронен в Калининграде.

## Награды
Заслуженный архитектор России (2009). Член Союза архитекторов СССР, правления Калининградского отделения Союза архитекторов России.

## Некоторые проекты
- Автор реконструкции церкви Святого Семейства в органный зал областной филармонии в Калининграде (1980 год);
- Архитектор церкви Воскресения в Калининграде (1996—1999 годы)[1].
- Автор проекта культурно-развлекательного центра «Плаза» на Ленинском проспекте Калинингpада.